# Carlos Corrêa
Carlos Maria Martins da Silva Corrêa (Barcelos, 13 de Agosto de 1936) é professor emérito do departamento de Química e Bioquímica da Faculdade de Ciências da Universidade do Porto.

## Biografia
Carlos Maria Martins da Silva Corrêa frequentou a Faculdade de Ciências da Universidade do Porto e a Faculdade de Engenharia da Universidade do Porto onde se licenciou em engenharia Químico Industrial. Posteriormente, rumou à Universidade de Oxford onde se doutorou em radicais livres. Foi professor catedrático no departamento de Química e Bioquímica da Faculdade de Ciências da Universidade do Porto, onde desenvolveu actividade de investigação e docência na área da Química Orgânica, tendo-se jubilado em 2006. É autor de vários artigos científicos publicados em revistas internacionais e de manuais escolares para a disciplina de Física e Química lecionada no ensino básico e secundário. 